# Лорды из Флэтбуша
«Лорды из Флэтбуша» (англ. The Lords of Flatbush) — низкобюджетный американский фильм 1974 года выпуска. В фильме рассказывается об уличной банде из района Флэтбуш, расположенного в Бруклине. Съёмки проводились в самом Флэтбуше, Стэмфорде, штат Коннектикут и Ист-Флэтбуше.

## Сюжет
Фильм о жизни четырёх молодых парней Америки 1950-х годов, зовущих себя «Лордами». Они воруют машины, встречаются с девушками, играют на бильярде за деньги и зависают в местном буфете. В центре фильма история Чико (Перри Кинг), пытающегося завоевать сердце Джейн (Сьюзен Блейкли), а также Стэнли (Сильвестр Сталлоне), девушка которого забеременела, и он собирается на ней жениться. В общем, простой, жизненный фильм о рабочей молодёжи 50-х годов.

## В ролях
| Актёр              | Роль               |
| ------------------ | ------------------ |
| Перри Кинг         | Чико Тайрелл       |
| Сильвестр Сталлоне | Стэнли Розьелло    |
| Генри Уинклер      | Бутчи Вайнштейн    |
| Пол Мейс           |                    |
| Сьюзан Блэйкли     | Джейн Брэдшоу      |
| Мария Смит         | Фрэнни Малинканико |

## Интересные факты
- Выход фильма задержался более чем на год из-за того, что продюсерам потребовалось дополнительное финансирование для монтажа и подготовки ленты.
- Сильвестр Сталлоне утверждал, что сумма, полученная им за фильм, равнялась стоимости 25 маек.
- На съёмках Сталлоне разрешили импровизировать. В результате этого он внёс в сценарий дополнительные диалоги.
- Согласно воспоминаниям Сталлоне, Роберт Де Ниро хотел сыграть роль Чико, но в итоге отказался ради съёмок в фильме «Бей в барабан медленно».
- Изначально на роль Чико был утверждён Ричард Гир, но в процессе работы между ним и Сталлоне происходили постоянные стычки, один раз перешедшие в драку. В результате режиссёр заменил Гира на Перри Кинга.[1]